# دالة التشابه
في الإحصاء، دالة التشابه أو مقياس التشابه (بالإنجليزية: Similarity measure)‏، هي دالة ذات قيمة حقيقية تحدد التشابه بين جسمين. على الرغم من عدم وجود تعريف واحد لقياس التشابه، عادة ما تكون تلك التدابير والتعريفات بمعنى عاكس لدالة المسافة: فهي تأخذ قيمًا كبيرة للأجسام المتشابهة وقيمة صفرية أو سالبة للأجسام المتشابهة جدًا.